# Сан-Джорджо-Йонико
Сан-Джорджо-Йонико (итал. San Giorgio Ionico) — коммуна в Италии, располагается в регионе Апулия, в провинции Таранто.
Население составляет 15 919 человек (2008 г.), плотность населения составляет 692 чел./км². Занимает площадь 23 км². Почтовый индекс — 74027. Телефонный код — 099.
Покровителем коммуны почитается святой Георгий, празднование 22 и 23 апреля.

## Демография
Динамика населения:

## Администрация коммуны
- Официальный сайт: https://web.archive.org/web/20091216081818/http://www.comune.san-giorgio-ionico.ta.it/it/index.htm